# Jose Alan Dialogo
Jose Alan Verdejo Dialogo (ur. 10 lipca 1962 w Lagonoy) – filipiński duchowny katolicki, biskup Sorsogon od 2019.

## Życiorys

### Prezbiterat
Święcenia kapłańskie otrzymał 31 lipca 1996 i został inkardynowany do archidiecezji manilskiej. Po krótkim stażu wikariuszowskim został wicerektorem seminarium dla starszych kandydatów do święceń, a w latach 2003–2008 pełnił funkcję jego rektora. W 2008 objął probostwo w Pembo, a od 2015 kierował stołecznym Cardinal Sin Welcome Home.

### Episkopat
15 października 2019 papież Franciszek  mianował go biskupem ordynariuszem diecezji Sorsogon. Sakry udzielił mu 12 grudnia 2019 kardynał Luis Antonio Tagle.